# Hyönänsaari
Hyönänsaari är en ö i Finland. Den ligger i sjön Niskajärvi och i kommunen Kouvola i den ekonomiska regionen  Kouvola ekonomiska region  och landskapet Kymmenedalen, i den södra delen av landet, 140 km nordost om huvudstaden Helsingfors. Öns area är 5,5 hektar och dess största längd är 410 meter i sydöst-nordvästlig riktning.